# Медиала (ТВ филм)
„Медиала” је југословенски ТВ филм из 1969. године. Режирао га је Божидар Вучуровић а сценарио је написао Димитрије Тасић.

## Улоге
| Глумац           | Улога   |
| ---------------- | ------- |
| Коста Брадић     | Лично   |
| Оља Ивањицки     | Лично   |
| Љубомир Милин    | Лично   |
| Милић од Мачве   | Лично   |
| Васко Попа       | Лично   |
| Љуба Поповић     | Лично   |
| Димитрије Тасић  | Наратор |
| Влада Величковић | Лично   |